# Isaki Lacuesta
Pour le footballeur français, voir Félix Lacuesta.
Isaki Lacuesta est un réalisateur espagnol, né en 1975 à Gérone. 
Cinespaña le présente comme « le chef de file d’une nouvelle génération de cinéastes espagnols qui mêlent documentaire et fiction ».

## Biographie
Après avoir étudié au sein du Master de création documentaire de l'Université Pompeu Fabra de Barcelone, il réalise en 2002 un premier documentaire, Cravan vs. Cravan, sur le poète et boxeur Arthur Cravan. Suit en 2006 La Légende du temps sur le chanteur de flamenco Camarón de la Isla, et en 2009 une correspondance filmée avec Naomi Kawase.
Il remporte en 2011 la Coquille d'or à Saint-Sébastien pour Los pasos dobles, docufiction avec Miquel Barceló au pays Dogon, et en 2017 le Prix Gaudí du meilleur film en langue catalane pour La propera pell, drame avec Àlex Monner et Emma Suárez.
Il remporte la Coquille d'or pour Entre dos aguas au Festival international du film de Saint-Sébastien 2018.
En 2023, Jonás Trueba abandonne le projet Le Retour de Saturne (Segundo premio) sur lequel il travaillait depuis plusieurs années. Isaki reprend les reines en re-écrivant le scénario aux côtés de Fernando Navarro,. Seulement, peu avant le début du tournage, la fille d'Isaki tombe gravement malade, ce qui entraine une réorganisation dans l'équipe : Pol Rodríguez co-réalise le film en présentiel, alors que Isaki dirige l'entièreté du tournage en visio pour pouvoir rester près de sa fille. Le film a été présenté pour la première fois le 5 mars 2024 au Festival du film de Malaga, et, après avoir reçu de très bonnes critiques, il repart avec trois prix (meilleur film, meilleure réalisation et meilleur montage).
Isaki vit à Barcelone.

## Filmographie
- 2002 : Cravan vs. Cravan
- 2006 : La Légende du temps (La leyenda del tiempo)
- 2009 : Los condenados
- 2009 : In between days (avec Naomi Kawase)
- 2010 : La noche que no acaba
- 2011 : Los pasos dobles
- 2014 : Murieron por encima de sus posibilidades
- 2016 : La propera pell
- 2018 : Entre dos aguas
- 2022 : Un an, une nuit (Un año, una noche)
- 2024 : Segundo Premio, co-réalisé avec Pol Rodríguez

## Distinctions
- Goyas 2023 : Meilleur scénario adapté pour Un an, une nuit
- Festival de Malaga 2024 :
  - Meilleur film pour Segundo premio, co-réalisé avec Pol Rodríguez
  - Meilleure réalisation pour Segundo premio, co-réalisé avec Pol Rodríguez
- Prix Gaudí 2025 : meilleur réalisateur pour Segundo premio[9]
- Prix Goyas 2025 : meilleur film et réalisateur pour Segundo premio.